# Nilton Varela
Nilton Varela Lopes (25 maggio 2001) è un calciatore portoghese di origini capoverdiane, difensore dell'Estrela Amadora.

## Biografia
È nipote del calciatore Silvestre Varela.

## Caratteristiche tecniche
È un terzino sinistro.

## Carriera

### Club
Nato in Portogallo da genitori di origine capoverdiana, ha trascorso le giovanili alternandosi fra Sporting Lisbona e Belenenses SAD.
Ha debuttato fra i professionisti con il club biancoazzurro il 10 novembre 2019 disputando l'incontro di Primeira Liga perso 2-0 contro lo Sporting Lisbona.
Il 26 gennaio 2020 ha trovato la prima rete in carriera segnando il gol del momentaneo 2-0 nel match vinto 2-1 contro il Portimonense.

### Nazionale
Nel 2020 ha giocato una partita nella nazionale portoghese Under-19.

## Statistiche
Statistiche aggiornate al 26 gennaio 2020.

### Presenze e reti nei club
| Stagione        | Squadra         | Campionato      | Campionato | Campionato | Coppe nazionali | Coppe nazionali | Coppe nazionali | Coppe continentali | Coppe continentali | Coppe continentali | Altre coppe | Altre coppe | Altre coppe | Totale | Totale | Totale |
| Stagione        | Squadra         | Comp            | Pres       | Reti       | Comp            | Pres            | Reti            | Comp               | Pres               | Reti               | Comp        | Pres        | Reti        | Pres   | Reti   |        |
| --------------- | --------------- | --------------- | ---------- | ---------- | --------------- | --------------- | --------------- | ------------------ | ------------------ | ------------------ | ----------- | ----------- | ----------- | ------ | ------ | ------ |
| 2019-2020       | Belenenses SAD  | PL              | 4          | 1          | CP+CdL          | 0               | 0               |                    | -                  | -                  |             | -           | -           | 4      | 1      |        |
| Totale carriera | Totale carriera | Totale carriera | 4          | 1          |                 | 0               | 0               |                    | -                  | -                  |             | -           | -           | 4      | 1      |        |